# Red Mesa (Arizona)
Red Mesa es un lugar designado por el censo ubicado en el condado de Apache en el estado estadounidense de Arizona. En el Censo de 2010 tenía una población de 480 habitantes y una densidad poblacional de 23,48 personas por km².

## Geografía
Red Mesa se encuentra ubicado en las coordenadas 36°59′47″N 109°22′8″O / 36.99639, -109.36889. Según la Oficina del Censo de los Estados Unidos, Red Mesa tiene una superficie total de 32.89 km², de la cual 32.89 km² corresponden a tierra firme y (0%) 0 km² es agua.

## Demografía
Según el censo de 2010, había 480 personas residiendo en Red Mesa. La densidad de población era de 23,48 hab./km². De los 480 habitantes, Red Mesa estaba compuesto por el 9.17% blancos, el 0.42% eran afroamericanos, el 85% eran amerindios, el 1.46% eran asiáticos, el 0% eran isleños del Pacífico, el 2.29% eran de otras razas y el 1.67% pertenecían a dos o más razas. Del total de la población el 5% eran hispanos o latinos de cualquier raza.